# Масакацу Мијамото
Масакацу Мијамото (јап. 宮本 征勝; 4. јул 1938 — 7. мај 2002) био је јапански фудбалер.

## Каријера
Током каријере је играо за Фурукава.

## Репрезентација
За репрезентацију Јапана дебитовао је 1958. године. Учествовао је и на олимпијским играма 1964. и олимпијским играма 1968. За тај тим је одиграо 44 утакмице и постигао 1 гол.

## Статистика
| Јапан  | Јапан   | Јапан  |
| Година | Наступи | Голови |
| ------ | ------- | ------ |
| 1958.  | 1       | 0      |
| 1959.  | 8       | 0      |
| 1960.  | 1       | 0      |
| 1961.  | 6       | 0      |
| 1962.  | 7       | 0      |
| 1963.  | 4       | 0      |
| 1964.  | 1       | 0      |
| 1965.  | 2       | 1      |
| 1966.  | 5       | 0      |
| 1967.  | 1       | 0      |
| 1968.  | 2       | 0      |
| 1969.  | 2       | 0      |
| 1970.  | 0       | 0      |
| 1971.  | 4       | 0      |
| Укупно | 44      | 1      |